# Afar (szövetségi állam)
Afar egyike Etiópia 9 szövetségi tartományának, az afar népesség lakóhelye. Jelenlegi fővárosa Asayita, az épülő új főváros Semera.

## Elhelyezkedése
A szövetségi állam Etiópia északkeleti részén található. Északi részén az Afar- (Danakil)-medence helyezkedik el, ahol az ország és Afrika egyik legmélyebb pontja található (-116 m). Déli részén az Avas folyó völgye húzódik. Itt találhatóak az Avas és a Yagudi Rassa Nemzeti Parkok.

## Geológia
Az Afar-medence három kőzetlemez találkozásánál található, a világ egyik legaktívabb vulkanikus területe. A folyamatos vulkáni működés miatt a terület nagy részét bazaltláva borítja, melyben gyakran előforduló ásványkincsek, a kálium, a só, a kén, a bentonit és a gipsz. Ezeken túl komoly geotermikus energia-tartalékokkal is rendelkezik a terület.

## Népesség
Afar népessége a 2007. évi népszámlálási adatok alapján 1 411 092 fő, melyből 786 338 férfi (55,7%), 624 754 nő (44,3%).
A népesség száma 1997-ben 1 106 383 fő volt, vagyis évente átlagosan 1,9%-kal nőtt.
A városi lakosság száma 188 723 fő, ami a teljes népesség 13,4%-a. A szövetségi állam népsűrűsége 14,6 fő/km², a harmadik legalacsonyabb az országban.
A legnagyobb népcsoportok az afar (90%), az amhara (5,2%) az argobba (1,6%) és a tigray (1,2%). A lakosság 95,3%-a az iszlám, 3,9%-a az Etióp Ortodox Egyház követője. A legelterjedtebb nyelvek az afar (91%, a szövetségi állam munkanyelve) és az amhara (7%).

## Közigazgatás
Afar szövetségi állam 5 zónából áll. A zónáknak nincs külön elnevezésük, csak számokkal jelölik őket. A szövetségi állam összesen 30 kerületre (woreda) oszlik (zárójelben a kerületek száma 2007-ben).
- Zóna 1 (7)
- Zóna 2 (7)
- Zóna 3 (6)
- Zóna 4 (5)
- Zóna 5 (5)

## Élővilág
Afar élővilága nagyon gazdag, a legelterjedtebb vadállatok a szomáliai vadszamár, Grévy-zebra, homoki róka, afrikai vadmacska, gepárd és strucc elsősorban az Avas Nemzeti Parkban élnek.

## Régészet
A szövetségi államban található Hadar falu közelében találta meg 1974-ben Donald Johanson Lucy, a 3,2 millió éves Australopithecus afarensis csontvázát.

## Fordítás
Ez a szócikk részben vagy egészben  az   Afar Region című angol Wikipédia-szócikk ezen változatának fordításán alapul.  Az eredeti cikk szerkesztőit annak laptörténete sorolja fel. Ez a jelzés csupán a megfogalmazás eredetét és a szerzői jogokat jelzi, nem szolgál a cikkben szereplő információk forrásmegjelöléseként.